# Иври-сюр-Сен
Иври-сюр-Сен (фр.  Ivry-sur-Seine) — город во Франции, в 5,3 км к юго-востоку от центра Парижа, на реке Сена, фактически — южный пригород Парижа.

## География
Территориально входит в округ Кретей департамента Валь-де-Марн. К северу от города расположен XIII округ Парижа, к востоку — Шарантон-ле-Пон и Альфорвилль, к югу — Витри-сюр-Сен, а к западу — Ле-Кремлен-Бисетр и Вильжюиф.
Северо-западная граница Иври-сюр-Сен проходит вдоль автострады Периферик, которая отделяет город от Парижа, северо-восточная и восточная граница — по Сене.

### Планировка
Железнодорожными путями Иври разделён на две части — восточную, которая тянется вдоль Сены, и западную. В восточной части города расположены промышленные предприятия, офисные, торговые и гостиничные комплексы. В западной части Иври расположены мэрия, медицинские, спортивные и культурные учреждения, парки, а также раскинулось обширное парижское кладбище Иври (Cimetière parisien d’Ivry).

## История
В 52 году до н. э. римляне под командованием Тита Лабиена разбили на месте Иври паризиев во главе с Камулогеном.
В VI веке в одной из местных пещер укрывался отшельник, известный как Святой Фрамбур. После его смерти была построена часовня, ставшая местом паломничества. В IX веке земли Иври стали собственностью настоятеля собора Парижской Богоматери.
В 936 году в одной из хартий Людовика IV Заморского впервые упоминается кельтское поселение Ивриакум (Ivriacum). В XIII веке на месте ещё более древнего храма была построена церковь Святых Петра и Павла, неоднократно перестроенная в XVI—XIX веках. Во время войн часовня Святого Фрамбура была разрушена, но в 1665 году её восстановили. Именно вокруг часовни Сен-Фрамбур и церкви Петра и Павла зародилась коммуна Иври-сюр-Сен.
На карте Парижа, которая датируется серединой XVI века (Plan de Truschet et Hoyau), имеется церковь Святых Петра и Павла, а коммуна носит название Ивери (Iveri). К XVII веку на месте Иври было несколько владений как светских землевладельцев, так и церковных (среди последних выделялись аббатства Сент-Маглуар, Сент-Виктор и Сен-Мартен). Однако к 1659 году вся земля Иври полностью принадлежала одному светскому лорду — Филиппу де Луану.
Позже земли Иври покупает Клод Боск дю Буа, советник парижского парламента, который передаёт их своему сыну, построившему здесь замок. После его смерти земли Иври переходят маркизу Антуану-Мартену Шомону. В 1720 году Иври был продан маршалу Николя Шалону дю Бле. Во время Великой французской революции большая часть замка была разрушена, некоторые его элементы до сих пор видны возле площади Парментье (недалеко от театра Иври).

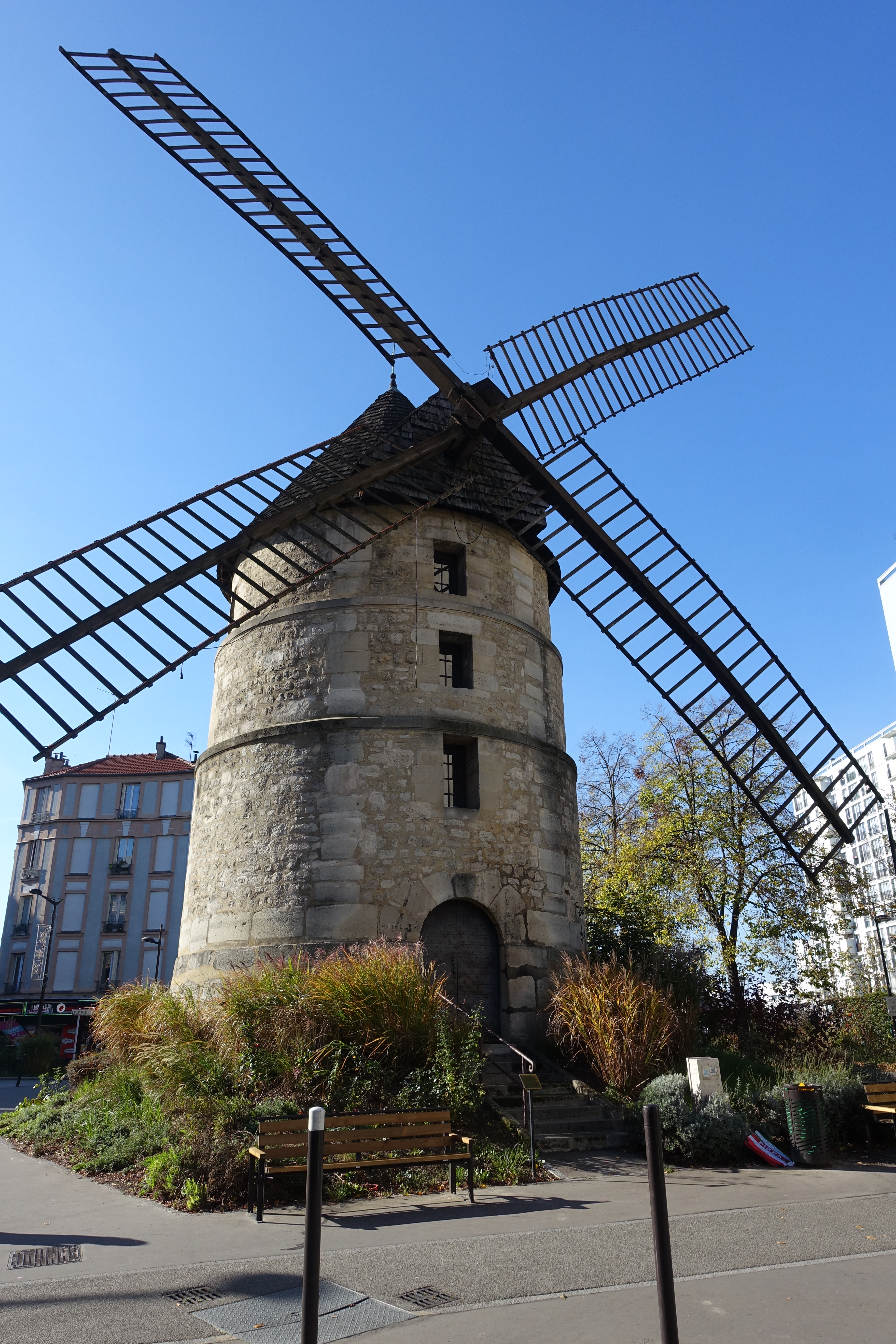
Башня мельницы

Во второй половине XVII века в Иври уже работала мельница (её каменная башня дошла до наших дней и располагается в сквере рядом с автострадой Периферик). В начале XVIII века вокруг этой мельницы складываются новые кварталы, где селятся представители парижской аристократии и буржуазии. Например, свою роскошную резиденцию здесь строит архитектор Жак Ардуэн-Мансар де Сагонн, внук знаменитого архитектора Жюля Ардуэн-Мансара (в XIX веке в одной части этого обширного имения размещалась техническая школа известного педагога Пьера-Филиберта Помпея, а в другой — старая городская ратуша).
В 1789 году была создана коммуна Иври-сюр-Сен. В 1828 году психиатр Жан-Этьен Доминик Эскироль открыл в Иври свою больницу. В 1869 году в парке бывшего замка Боска архитектор Теодор Лабруст построил хоспис для неизлечимо больных на 2,5 тыс. мест. В 1873 году хоспис торжественно открыл маршал Патрис де Мак-Магон (в 1976 году хоспис Иври был переименован в больницу имени Шарля Фуа).
В 1819 году, в связи с перемещением Стены генеральных откупщиков, к Парижу была присоединена деревня Аустерлиц, ранее входившая в состав Иври. В 1860 году границы Парижа вновь были расширены, в результате чего около трети территории Иври-сюр-Сен оказались в составе столицы (территория современного XIII округа). В 1896 году мэрия Иври переехала в нынешнюю ратушу на авеню Жоржа Госната.
После Франко-прусской войны был перестроен форт Иври, возведённый в 1841—1846 годах по приказу Луи-Филиппа I (сегодня на территории форта, который занимает южную часть города, базируется Учреждение коммуникации и аудиовизуального производства Министерства обороны). В 1910 году Иври сильно пострадал в результате масштабного наводнения. В начале XX века в северной части Иври перед Тьерской стеной образовалась так называемая «зона» — обширные кварталы трущоб.
В 1920-х годах Иври вошёл в «красный пояс» парижских пригородов, где утвердилась Французская коммунистическая партия. Во время немецкой оккупации некоторые предприятия Иври работали на фашистов, поставляя материалы для возведения Атлантического вала. В марте 1963 года в Иври-сюр-Сен был казнён подполковник Жан-Мари Бастьен-Тири, который совершил попытку покушения на президента Франции генерала Шарля де Голля. В том же 1963 году Иври-сюр-Сен посетил советский космонавт Юрий Гагарин, который принял участие в открытии жилого комплекса, названного его именем (Cité Gagarine, снесён в 2019 году).

## Население
Иври-сюр-Сен граничит с XIII округом Парижа, в котором проживает крупнейшая азиатская община Франции. Из-за этой близости в северной части Иври также расположилась крупная азиатская община, главным образом вьетнамцы и китайцы. Первые выходцы из Южного Вьетнама стали селиться в Иври в конце 1970-х годов, после Вьетнамской войны.
Также в Иври имеются общины выходцев из Алжира, Туниса, Марокко, Мали, стран южнее Сахары (Кот-д’Ивуара, Конго), Антильских островов (Мартиники), Сербии и Хорватии.
По состоянию на 1999 год 73,5 % жителей Иври-сюр-Сен родились в метрополии, 16,9 % — вне 15 старых стран Евросоюза (главным образом выходцы из Восточной Азии, Северной и Центральной Африки), 4,7 % — в 15 старых странах Евросоюза, 2,7 % — за рубежом, имея французское гражданство, и 2,2 % — в заморских территориях Франции.
В 2017 году в коммуне проживало 62 052 человека.

### Религия

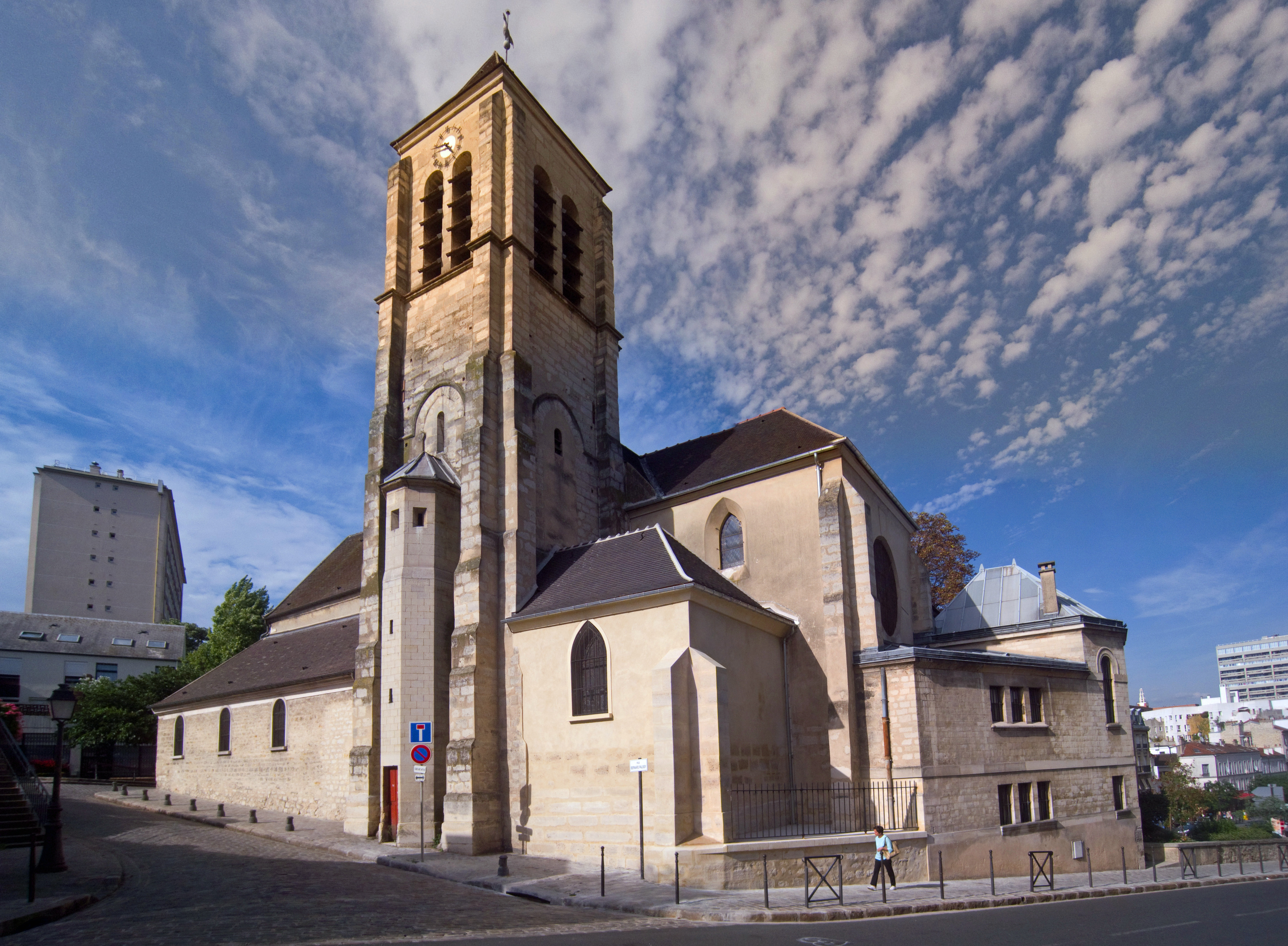
Церковь Святых Петра и Павла

В Иври имеются общины католиков, мусульман, адвентистов, евангелистов, буддистов и иудеев. Среди части выходцев из Африки распространены традиционные культы.
Католический деканат Иври-сюр-Сен входит в епархию Кретея и объединяет четыре церковных прихода — церковь Святых Петра и Павла (Église Saint-Pierre-Saint-Paul), церковь Святого Креста (Église Sainte-Croix), церковь Иоанна Крестителя (Église Saint-Jean-Baptiste du Plateau) и церковь Богоматери Надежды (Église Notre-Dame-de-l’Espérance). Также в состав деканата Иври-сюр-Сен входит часовня Благовещения Богоматери на территории больницы Шарля Фуа (chapelle Notre-Dame-de-l’Annonciation).
Кроме того, в Иври расположены церковь адвентистов седьмого дня, центр евангельских христиан, синагога Бейт-Рахамим и мусульманский молитвенный зал.

## Экономика

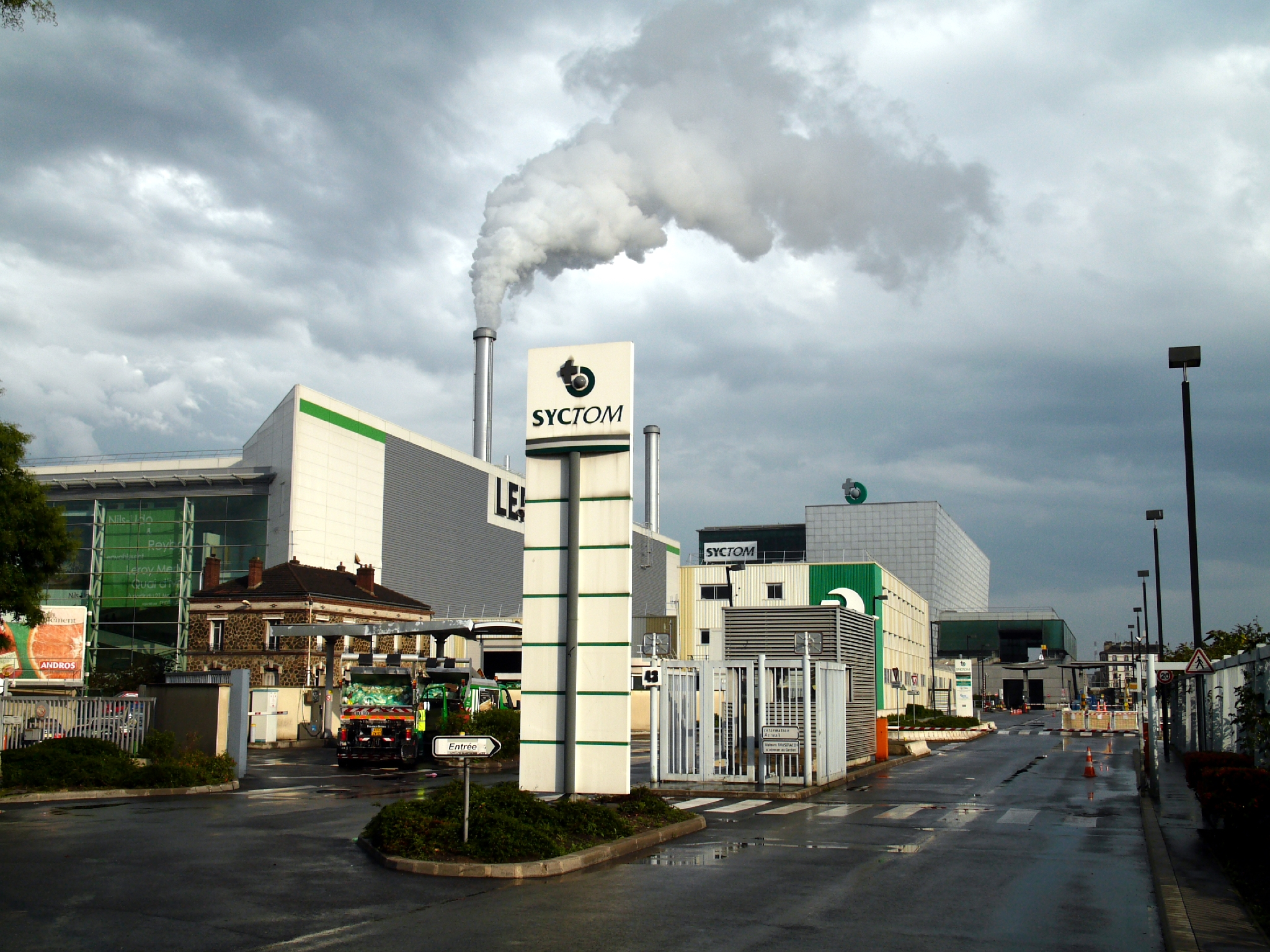
Завод Syctom

В Иври расположены большой мусоросжигательный завод компании Syctom (Syndicat mixte central de traitement des ordures ménagères) и бетонный завод компании Cemex. Другими крупнейшими работодателями города являются торгово-развлекательный центр Quais d’Ivry, в состав которого входит гипермаркет Carrefour, больница имени Шарля Фуа (Hôpital Charles-Foix), больничный центр имени Поля Гиро (Hospital Center Paul Guiraud), магазин строительных материалов Leroy Merlin и супермаркет Lidl.
В Иври находятся штаб-квартиры компаний E.Leclerc (крупная сеть гипермаркетов и супермаркетов, около 95 тыс. сотрудников) и Fnac (крупнейшая французская сеть магазинов по продаже книг, компьютерных игр, музыкальных и видео дисков, около 15 тыс. сотрудников).
Кроме того, на набережной Иври-сюр-Сен расположены крупные отели Mercure Paris Ivry Quai de Seine и Apogia Paris, а вдоль Вердонского проспекта находится правительственный комплекс, где базируются офисы Национального директората разведки и таможенных расследований (DNRED) и Главного директората предприятий Министерства экономики и финансов (DGE).
В северо-западной части Иври, вдоль Вердонского проспекта находится «азиатский квартал», в котором работает много вьетнамских и китайских продуктовых магазинов, аптек, ресторанов и караоке-баров.

## Транспорт

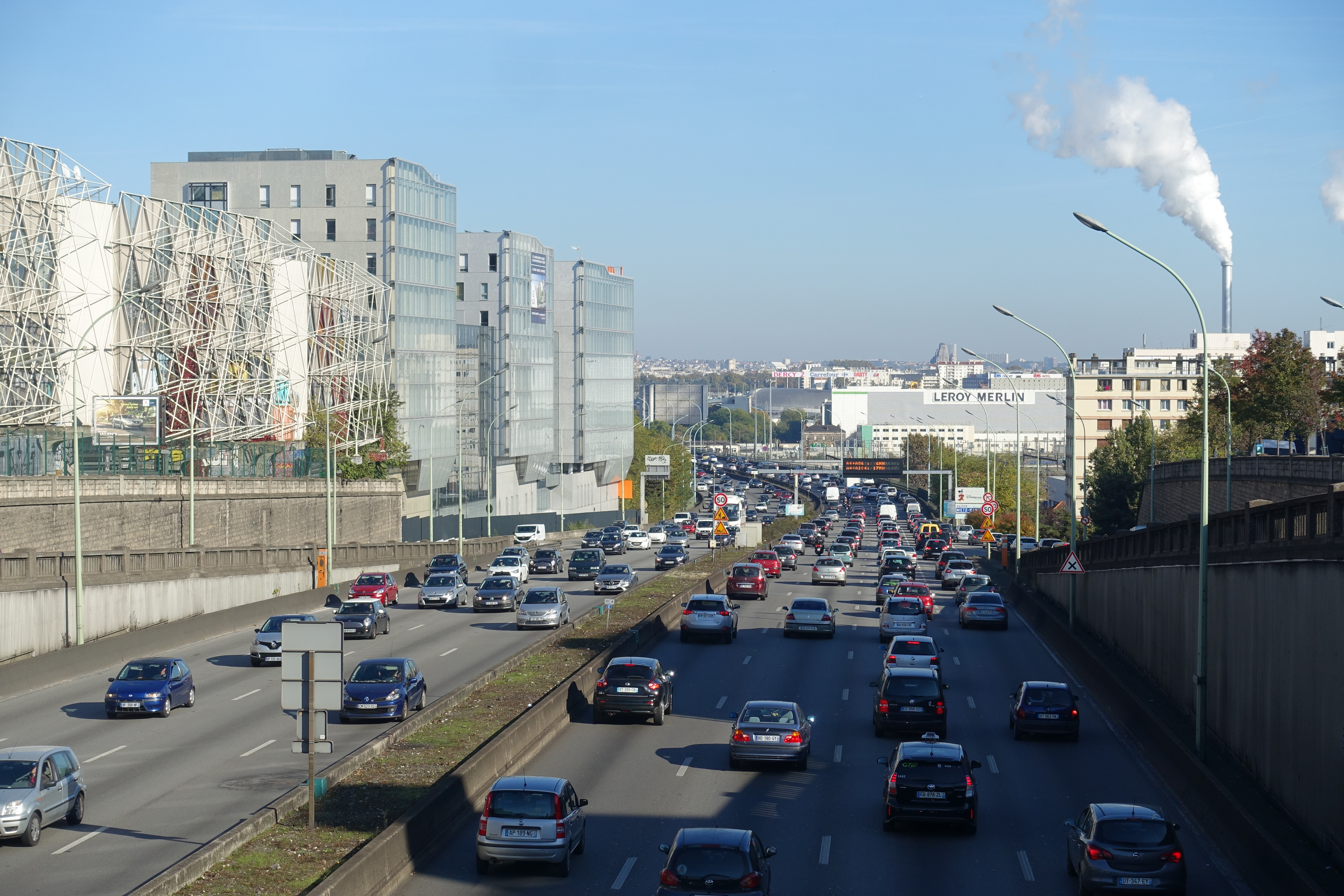
Периферик в районе Иври-сюр-Сен

Город соединён с Парижем веткой скоростной железной дороги RER: линия C идёт от станции Витри-сюр-Сен через вокзал Иври-сюр-Сен к вокзалу Аустерлиц. Также через Иври проходит Седьмая линия метро: на территории города находятся станции Мэри д’Иври и Пьер-э-Мари-Кюри.
Автобусные перевозки между Иври-сюр-Сен, Парижем и другими частями Иль-де-Франс осуществляет государственная компания RATP. Важнейшей автомобильной магистралью Иври является Периферик, которая проходит вдоль северо-западной границы города. Другие оживлённые улицы — Верденский проспект, проспект Республики, проспект Жоржа Госната и Бранденбургский бульвар. В пределах Иври расположено два автомобильных моста через Сену: мост Нельсона Манделы (в Шарантон-ле-Пон) и мост Иври (в Альфорвиль), а также один пешеходный мост (Passerelle industrielle d’Ivry — Charenton).
В Иври имеется несколько станций проката велосипедов Vélib' Métropole. Важным перевозчиком пассажиров из Иври выступает линия 3а трамвайной системы Иль-де-Франса, которая пролегает в Париже вдоль Периферик. Вдоль Верденского проспекта ведётся строительство трамвайной линии T9, которая соединит Париж с аэропортом Орли.

## Культура

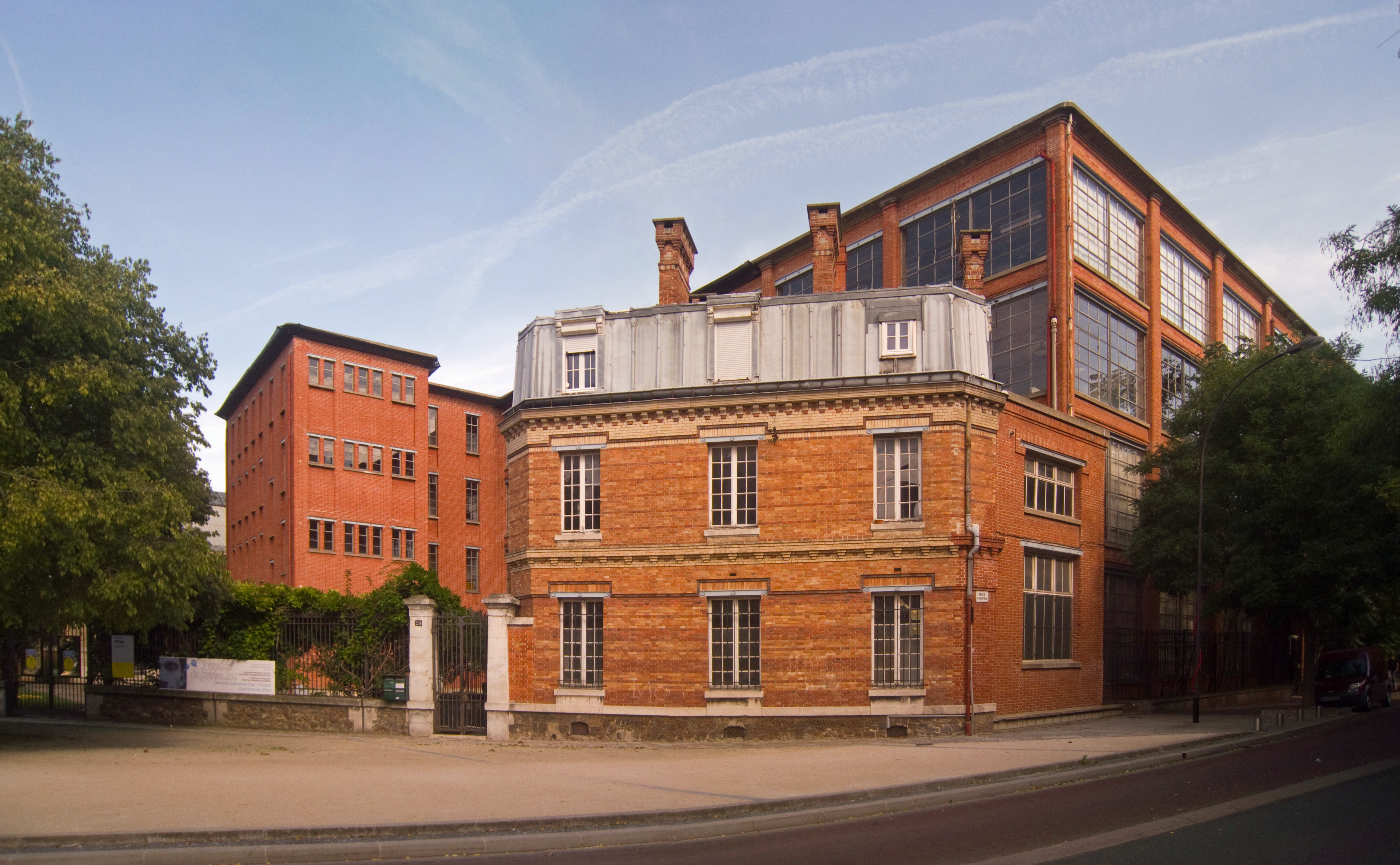
Театр Иври

В Иври расположены национальный драматический театр (Théâtre des Quartiers d’Ivry), который базируется в здании бывшего металлургического завода, театр имени Антуана Витеза (Théâtre Antoine Vitez) и театр Алеф (Théâtre Aleph). Также в городе имеются большой кинотеатр Pathé Quai d’Ivry, принадлежащий сети Pathé, концертный зал городской музыки Le Hangar, зал Сен-Жюст (Saint-Just), в котором проходят различные концерты, в том числе ежемесячный Jazz Ivry, муниципальная галерея имени Фернана Леже, в которой проводятся различные художественные выставки, центр современного искусства Le Crédac (также базируется в здании бывшего металлургического завода), открытая галерея Le Hublot.
В Иври проходили съёмки фильмов «Жанна и отличный парень», «Голодные игры: Сойка-пересмешница. Часть 2» и «Вместе или никак». Сносу жилого комплекса «Гагарин» посвящён одноимённый художественный фильм «Гагарин» (Gagarine) 2020 года.

## Образование и наука
В Иври 17 начальных школ, 5 средних школ (в том числе технический лицей имени Фернана Леже) и несколько высших учебных заведений.
- Специальная школа механики и электрики Судрия (ESME Sudria)
- Школа прикладных цифровых технологий
- Школа передовых цифровых технологий (ETNA)
- Политехнический институт передовой науки (IPSA)
- Школа технологий и управления IONIS
- Высшая школа информатики, электроники и автоматики (ESIEA)
- Высшая профессиональная школа графического искусства и архитектуры (EPSAA)
- Центр обучения и совершенствования профессиональной фотографии
- Институт подготовки медсестер (IFSI) при больнице Шарля Фуа
- Франко-европейский институт хиропрактики (IFEC)

Также в Иври расположены Лаборатория городской антропологии Национального центра научных исследований, Центр стоматологии университета Париж Декарт при больнице имени Шарля Фуа и Институт долголетия и старения при больнице имени Шарля Фуа. В Иври-сюр-Сен базируется штаб-квартира профсоюза преподавателей (UNSA Éducation), который объединяет свыше 100 тыс. членов.

## Здравоохранение

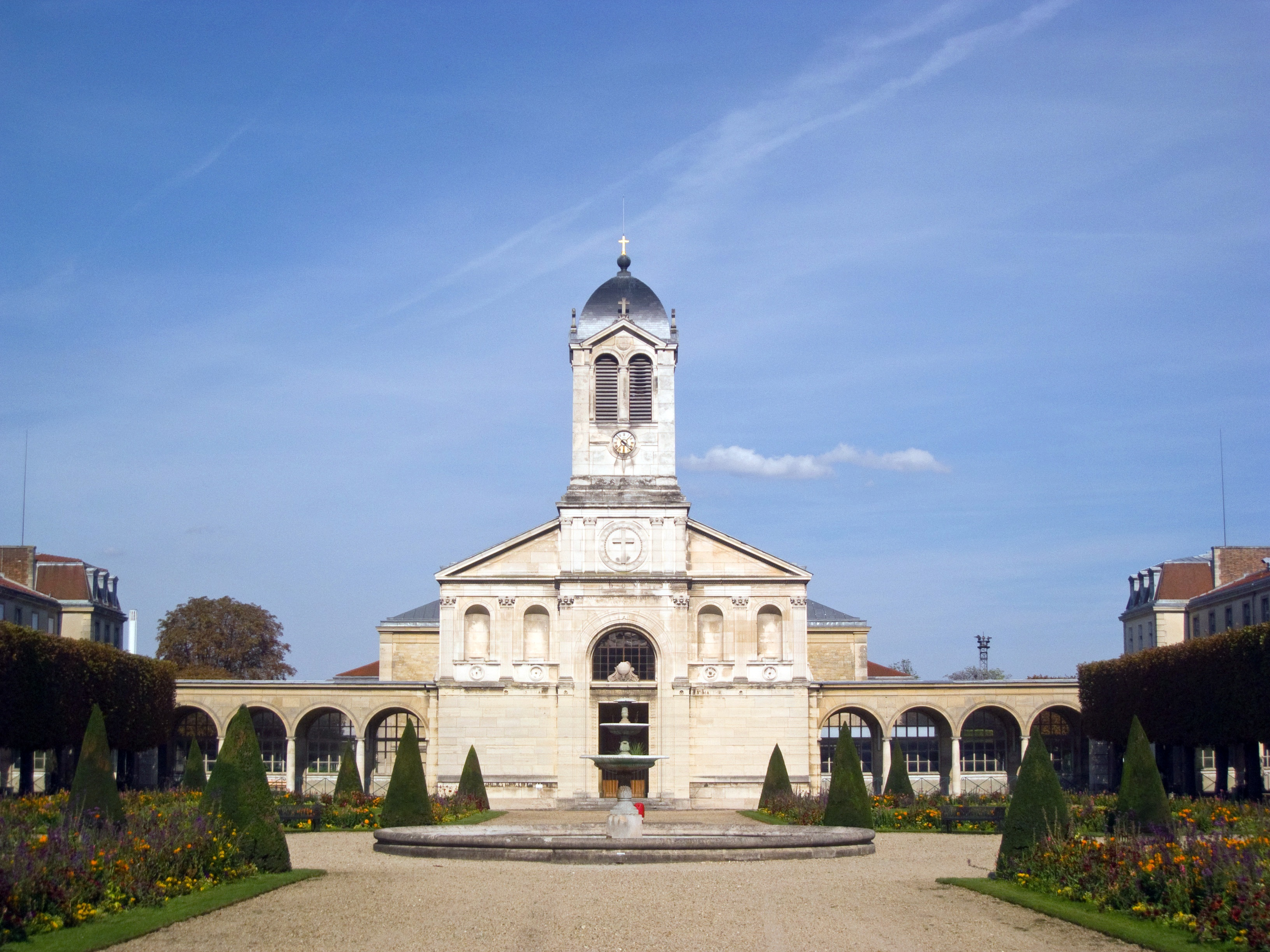
Больница Шарля Фуа

В Иври-сюр-Сен расположены больница имени Шарля Фуа (Hôpital Charles-Foix) и больничный центр имени Поля Гиро (Hospital Center Paul Guiraud).

## Спорт
В Иври-сюр-Сен базируется спортивный клуб Union sportive d’Ivry, в состав которого входят гандбольный (Union sportive d’Ivry Handball, 1947 год), футбольный (Union sportive d’Ivry football, 1919 год) и баскетбольный (Union sportive d’Ivry basket-ball, 1919 год) клубы. Клубу принадлежат гандбольный зал Gymnase Auguste-Delaune на 1500 мест и футбольный стадион Stade Clerville.

## Известные уроженцы
В Иври-сюр-Сен родились актёр Реда Катеб (1977), фигурист Янник Бонер (1982), гандболист Люк Абало (1984), футболисты Сулейман Бамба (1985) и Бакари Сако (1988), хоккеист Йоанн Овитю (1989), автогонщица Дориан Пен (2004).

## Города-побратимы
- Бранденбург-на-Хафеле, Германия
- Джалазун, Палестина

## Галерея

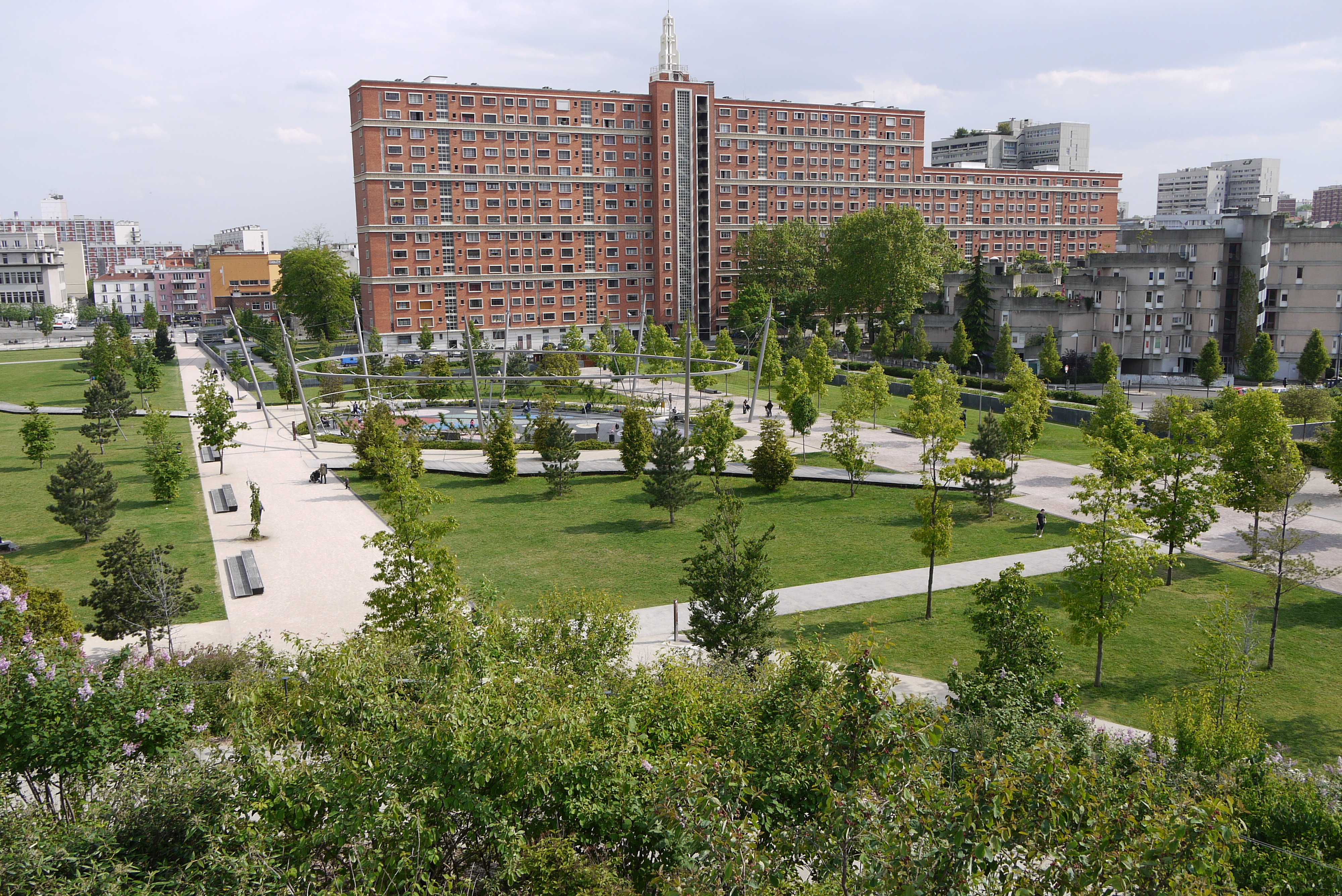
Парк Кормель
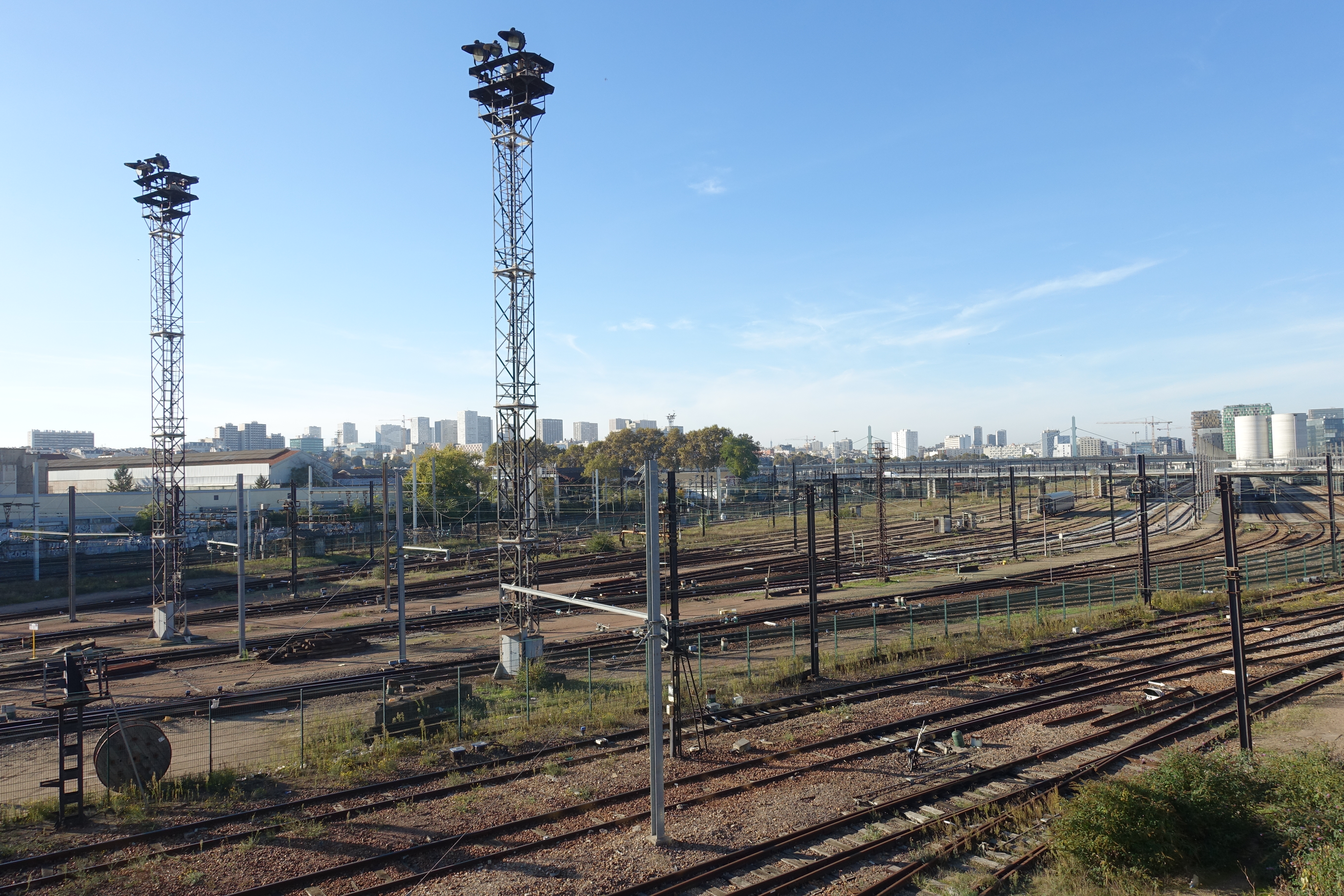
Район вокзала
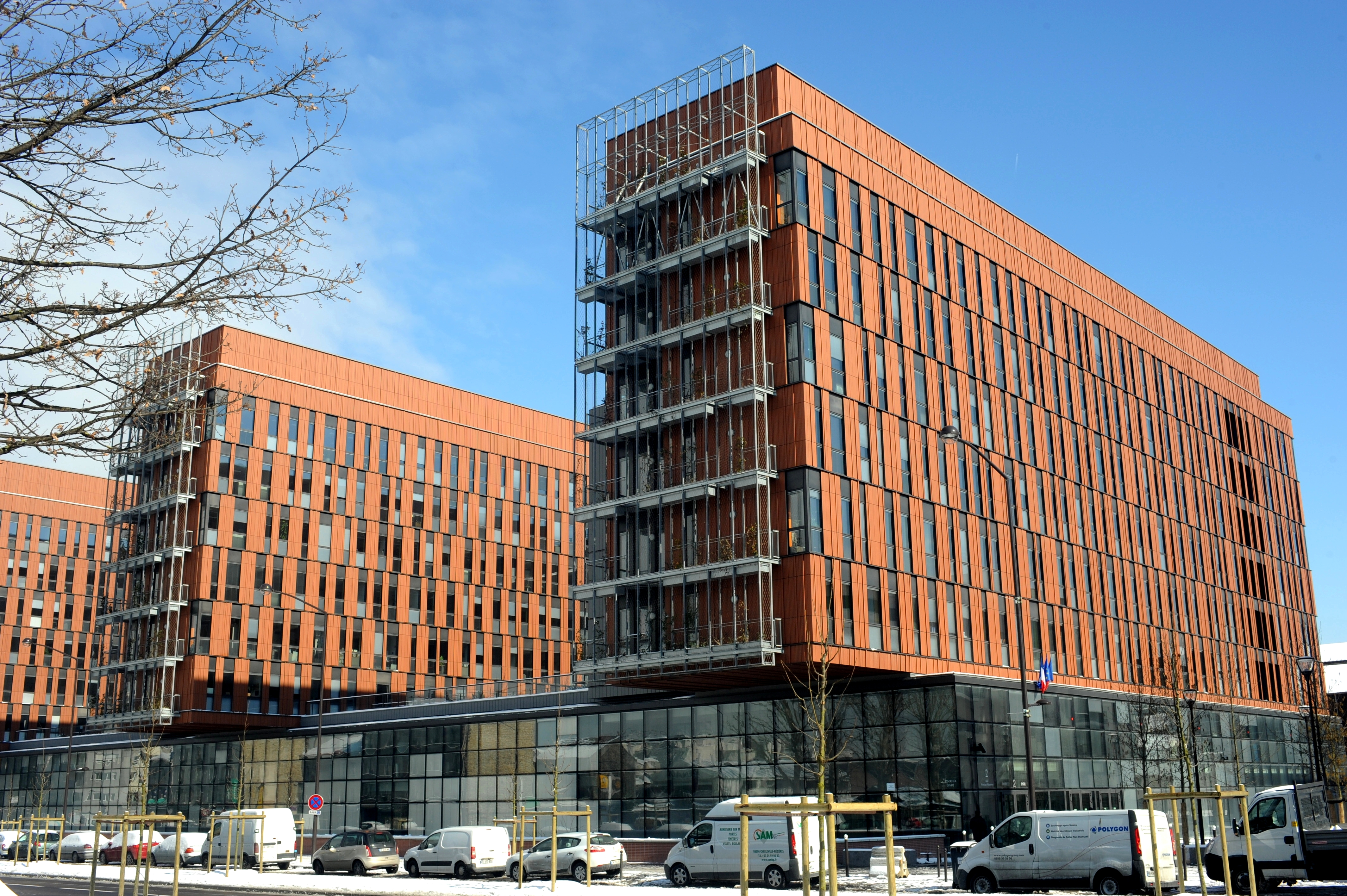
Офис DNRED
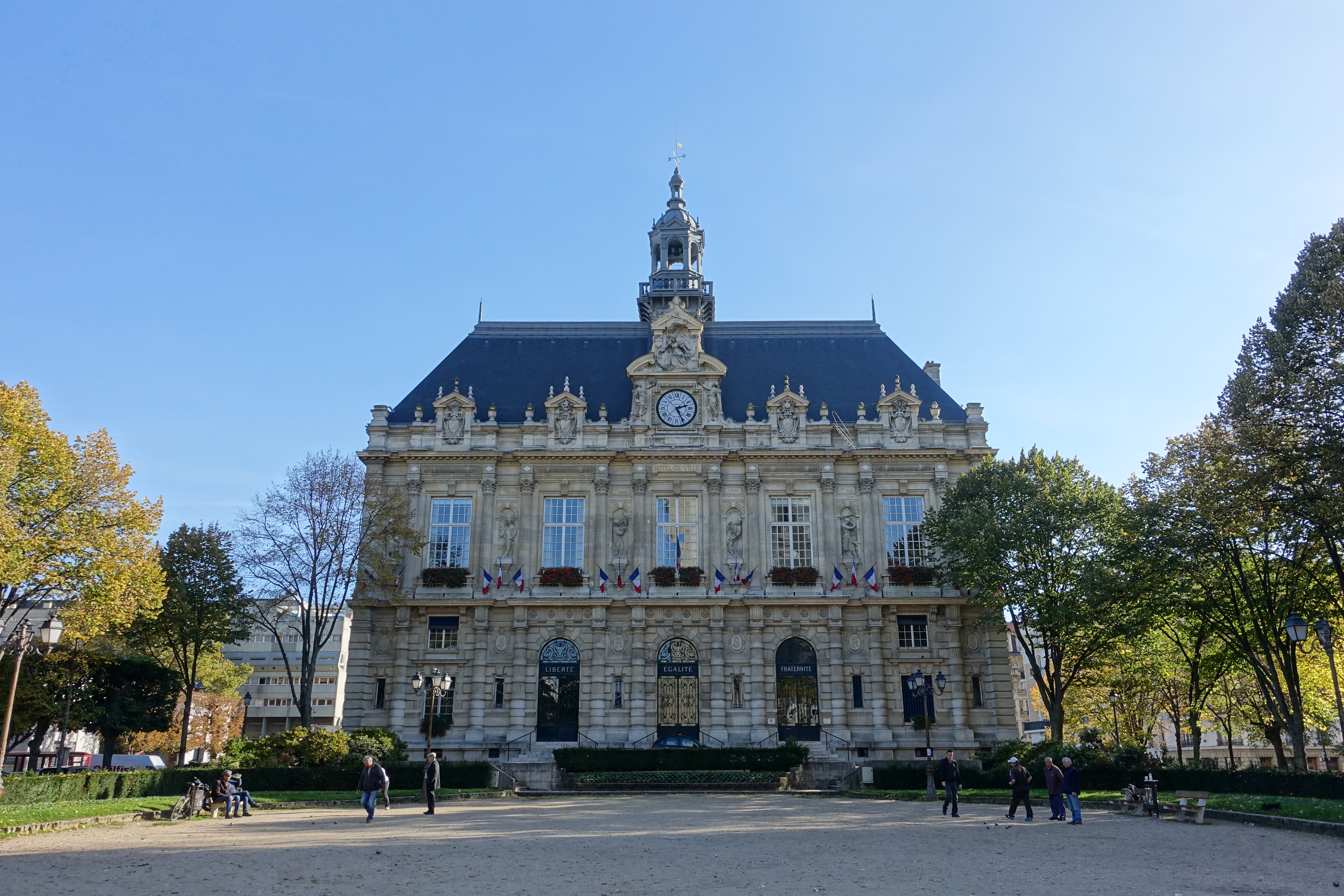
Мэрия
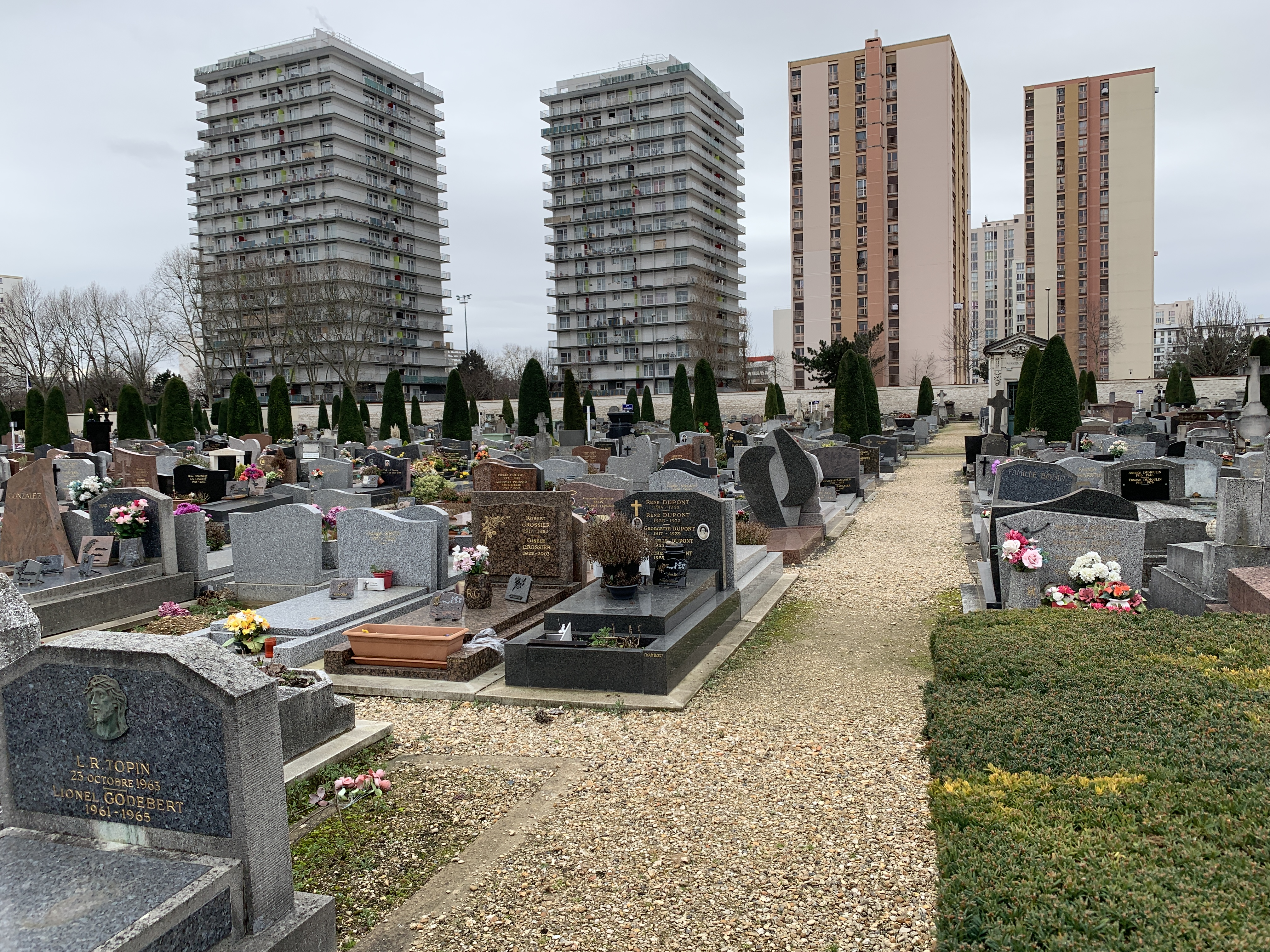
Новое кладбище
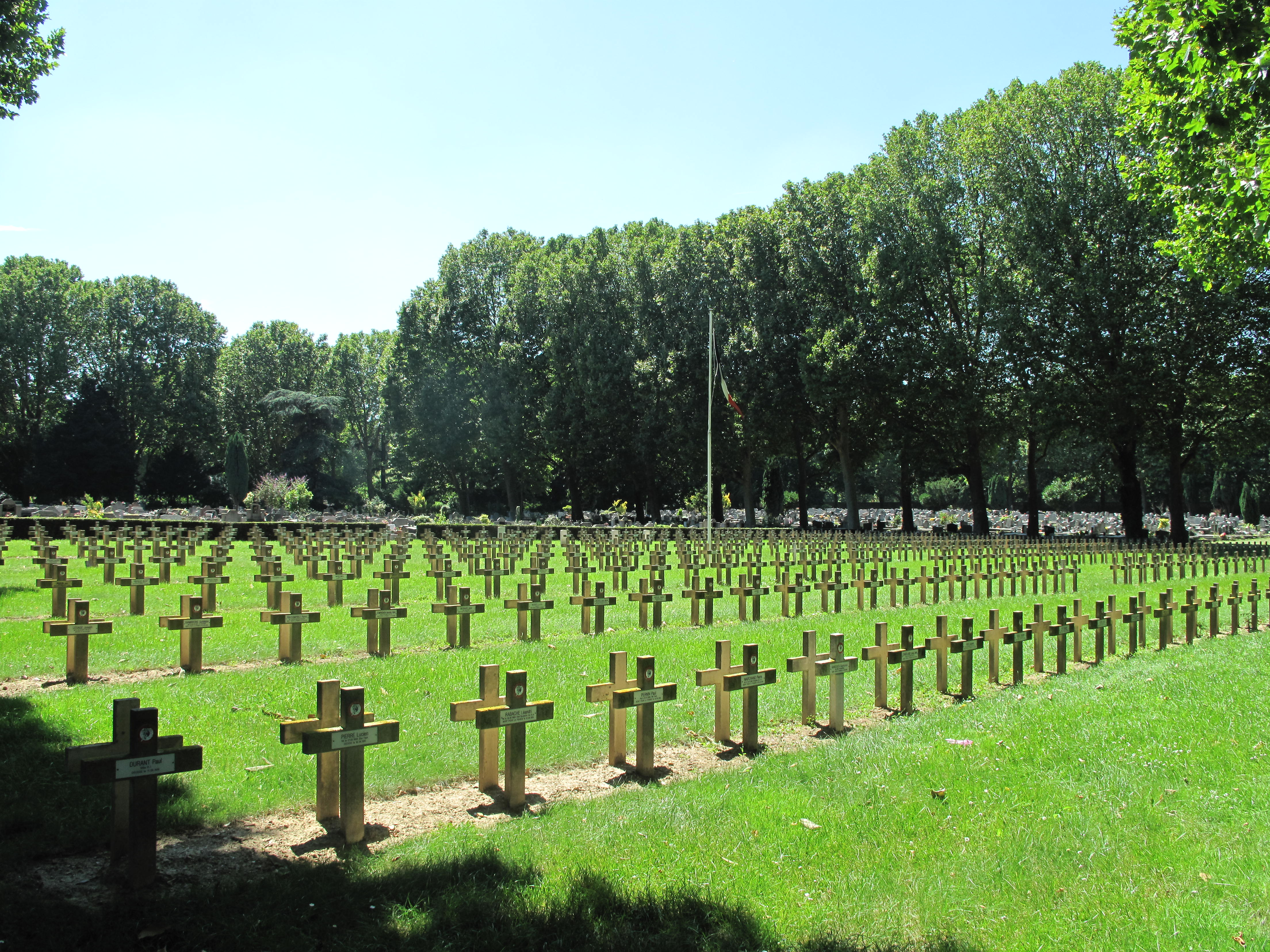
Парижское кладбище
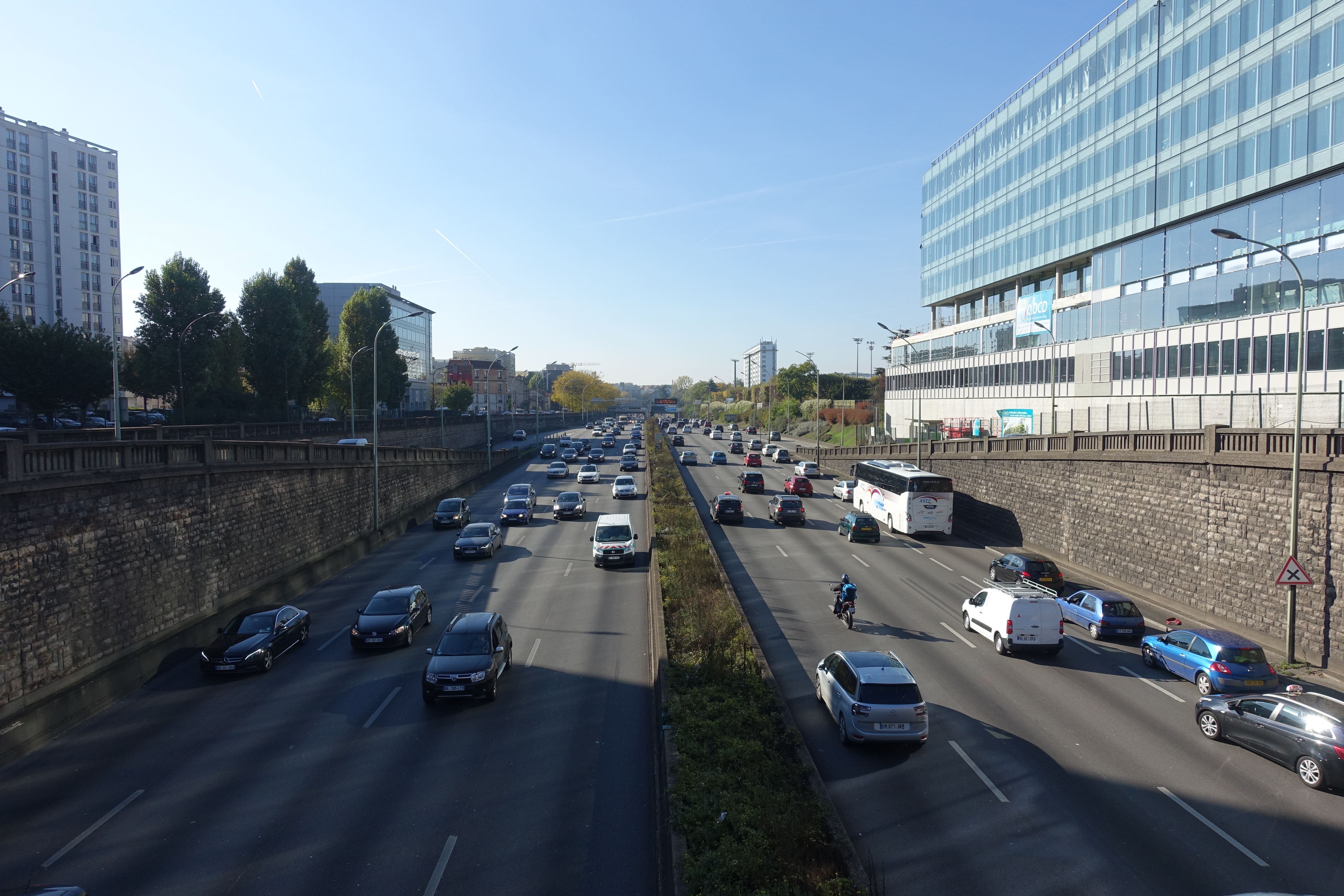
Периферик
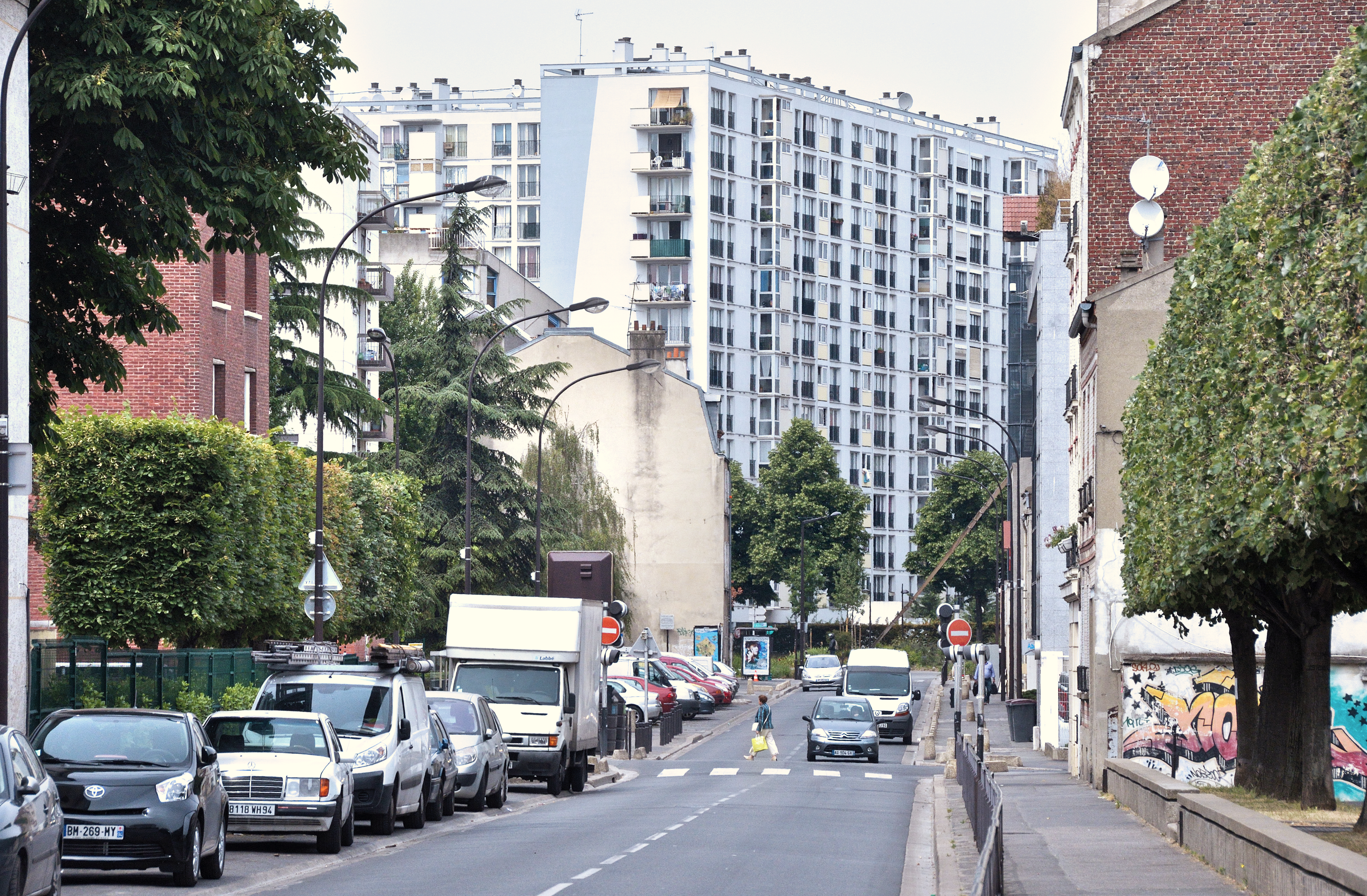
Улица Боден